# Sierra de Malacara
La sierra de Malacara está situada entre el término municipal de Buñol y el de Siete Aguas, ambos situados en la provincia de Valencia.

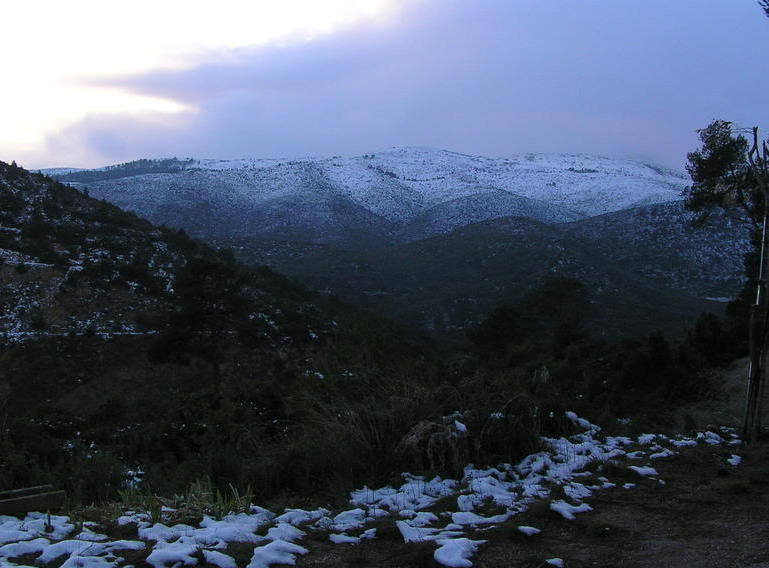
Sierra de Malacara

## Orografía
El punto más alto es el pico de la Nevera, que se sitúa a 1118 m s. n. m. Aun así, hay varios picos que superan la altura de 1000 m s. n. m.

## Espacio físico
La superficie de esta sierra es de 15 066 hectáreas. Es una área montañosa de abrupto relieve que conserva algunos retazos forestales de gran valor e interés.

## Flora
Alberga así mismo grandes barrancos colonizados por bosquetes de robles y encinas, así como una importante población de fresnos, además de incluir parte del curso de los ríos Magro y Mijares, considerados de interés para la fauna y flora asociada al medio fluvial.

## Fauna
En cuanto a las especies, a destacar la población de rapaces como el Aquila chrysaetos y el Circaetus gallicus.